# Gymnostellatospora japonica
Gymnostellatospora japonica är en svampart som beskrevs av Udagawa, Uchiy. & Kamiya 1993. Gymnostellatospora japonica ingår i släktet Gymnostellatospora och familjen Myxotrichaceae.   Inga underarter finns listade i Catalogue of Life.